# Vahidin Musemić
Vahidin Musemić (29. října 1946 Janja – 30. června 2023 Sarajevo) byl jugoslávský fotbalista bosenského původu, útočník. Kariéru ukončil v 29 letech po sérii velmi vážných zranění.

## Fotbalová kariéra
Začínal v jugoslávské lize v týmu FK Sarajevo, se kterým získal v roce 1967 mistrovský titul. Od roku 1974 hrál ve francouzské lize za OGC Nice. V Poháru mistrů evropských zemí nastoupil ve 2 utkáních. Byl členem stříbrné jugoslávské reprezentace na Mistrovství Evropy ve fotbale 1968, nastoupil ve všech 3 utkáních, celkem za reprezentaci Jugoslávie nastoupil v letech 1968–1970 v 17 utkáních a dal 9 gólů.

## Ligová bilance
| Ročník                          | Zápasy | Góly | Klub        |
| ------------------------------- | ------ | ---- | ----------- |
| Jugoslávská Prva liga 1965/1966 | 4      | 0    | FK Sarajevo |
| Jugoslávská Prva liga 1966/1967 | 25     | 16   | FK Sarajevo |
| Jugoslávská Prva liga 1967/1968 | 20     | 4    | FK Sarajevo |
| Jugoslávská Prva liga 1968/1969 | 24     | 7    | FK Sarajevo |
| Jugoslávská Prva liga 1969/1970 | 27     | 11   | FK Sarajevo |
| Jugoslávská Prva liga 1970/1971 | 14     | 12   | FK Sarajevo |
| Jugoslávská Prva liga 1971/1972 | 25     | 13   | FK Sarajevo |
| Jugoslávská Prva liga 1972/1973 | 24     | 10   | FK Sarajevo |
| Jugoslávská Prva liga 1973/1974 | 0      | 0    | FK Sarajevo |
| Ligue 1 1974/1975               | 21     | 11   | OGC Nice    |
| Ligue 1 1975/1976               | 21     | 8    | OGC Nice    |
| CELKEM Ligue 1                  | 42     | 19   |             |
| CELKEM Jugoslávská Prva liga    | 163    | 73   |             |